# Israel Russell

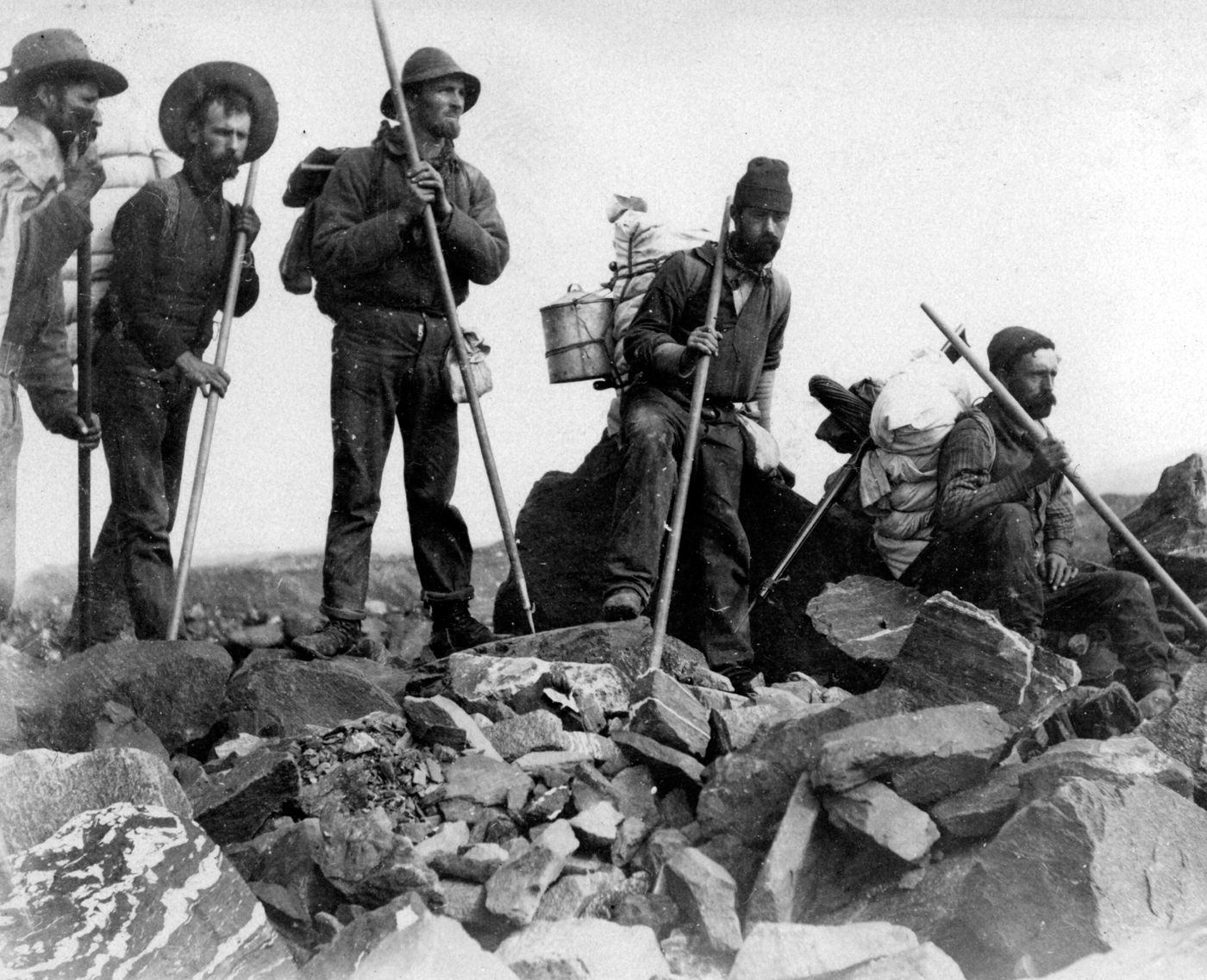
Israel Russell i un grup d'exploradors a la morrena de la glacera de Malaspina, en la ruta d'aproximació al mont Saint Elias, Alaska, 1890.

Israel Cook Russell, LL.D. (Garrattsville, Nova York, 10 de desembre de 1852 – 1906) va ser un geòleg i geògraf estatunidenc que va explorar Alaska a finals del segle xix.

## Biografia
Nascut a Garrattsville el 10 de desembre de 1852, va rebre el títol de Bachelor of Science el 1872 per la Universitat de la Ciutat de Nova York (actualment Universitat de Nova York), i més tard va estudiar a l'Escola de Mines del Columbia College, on va ser professor ajudant de geologia entre 1875 i 1877.
El 1874 va acompanyar un dels grups enviats pel govern dels Estats Units per observar el trànsit de Venus a Queenstown, Nova Zelanda. En tornar, el 1875, va ser nomenat assistent de geologia a l'Escola de mines, i el 1878 passà a ser assistent del Servei Geològic dels Estats Units a l'oest del meridià 100.
El 1880 es convertí en membre del Servei Geològic dels Estats Units. Entre 1881 i 1885 treballà al llac Mono, a Califòrnia, en la construcció del ferrocarril que connecta el llac amb Bodie. En aquests quatre anys va escriure la seva obra Quaternary History of Mono Valley, California (1884). Representà el Servei Geològic dels Estats Units el 1889 en l'expedició que s'envià a Alaska per l'USC&GS per establir un tram dels límits orientals d'Alaska. Durant els següents dos anys va explorar, sota els auspicis conjunts del Servei Geològic dels Estats Units i la National Geographic Society, els vessants del mont Saint Elias i l'àrea de la badia Yakutat.
El 1892 passà a ser professor de geologia per la Universitat de Michigan. En el moment de la seva mort era President de la Geological Society of America.
El 1902 Marcus Baker, del Servei Geològic dels Estats Units va nomenar el fiord Russell en honor de Russell. Altres indrets que reben el nom en honor seu són la glacera Russell i el mont Russell, a Alaska, la glacera Russell del mont Rainier, el Mont Russell de Califòrnia i el llac prehistòric Russell a la Conca del Mono de Califòrnia.
A banda de moltes contribucions sobre temes geològics en diverses publicacions periòdiques científiques, va publicar les seves memòries científiques, que foren afegides als informes anuals del Servei Geológic o en monografies separades.

## Obres
- Sketch of the Geological History of Lake Lahontan (1883)
- A Geological Reconnaissance in Southern Oregon (1884)
- Existing Glaciers of the United States (1885)
- Geological History of Lake Lahontan(1885)
- Geological History of Mono Valley (1888)
- Sub-Aerial Decay of Rocks (1888)
- Lakes of North America (1895)
- Glaciers of North America (1897)
- Volcanoes of North America (1897)
- Rivers of North America (1898)
- North America (1904)